# Joan Masdéu i Pallarols
Joan Masdéu i Pallerols (Reus, 30 de setembre de 1974) és un compositor, cantant, guitarrista i actor català.
Masdéu inicià la seva carrera musical amb Terrat 26 i posteriorment va pertànyer al grup Whiskyn's durant disset anys (1992-2009). D'aleshores ençà Masdéu fa carrera en solitari.

## Discografia

### Amb Whiskyn's
- Maqueta (1992)
- Whisky'ns cullons (1994)
- Toc al dos (1996)
- Lila (1997)
- De la nit al dia (1999)
- Lluny (2001)
- On (2004)
- Souvenirs (2005)
- Reus-París-Londres (2007)

A més, amb el grup va col·laborar en els discos Els joves (1993), Com un huracà (1996), Altres cançons de Nadal, 2 (2002), Deixa't estimar en català, vol.2 (2002), Remixes Global 06 (2006) i El disc de la Marató (2006).

### En solitari
| • Casa Murada (2011) |
| --- |
| (Música Global Discogràfica S.L) 1. Desapareixo, 3:21 2. El carrer dels Jocs Florals, 3:22 3. Moscou, 3:33 4. Qui, 3:29 5. Finals d'estiu, 3:27 6. Crec, 4:03 7. La Primavera, 3:30 8. Avencs, 2:51 9. L'Univers, 4:06 10. Jornals de secà, 2:55 11. Un sol déu, 1:34 |

| • Dissabte (2014) |
| --- |
| (Música Global Discogràfica S.L) 1. El bon retorn, 3:29 2. Dies sabàtics, 4:13 3. Deies, 3:23 4. La maresma, 4:00 5. El planeta imaginari, 4:13 6. Marges, 4:26 7. Diumenge, 3:29 8. Cap de setmana, 2:58 9. Guiomar, 3:20 10. Telesèries, 3:20 11. Abans de veure el sol, 4:20 |

| • Innocents (2017) |
| --- |
| (Satélite K) 1. El bon amor, 3:23 2. Innocents, 3:39 3. Tots els miralls, 2:51 4. Senyals de fum, 3:44 5. La fera, 3:52 6. Fils, 3:17 7. Enganxat, 3:50 8. L'aura, 2:34 |

També va participar en la banda sonora de la sèrie de televisió Polseres vermelles (2011) i El disc de la Marató (2011).

## Filmografia com a actor
- 1995 - Estació d'enllaç, sèrie de TV3
- 1996 - Un cos al bosc, pel·lícula de Joaquim Jordà
- 1997 - El joc de viure, sèrie de TV3
- 1999 - Quan els paisatges de Cartier-Bresson, obra de teatre[9]
- 2000 - Dones, pel·lícula de Judith Colell

Entre 1998 i 2000 formà part de la companyia teatral Accècit.